# VV DOS in het seizoen 1963/64
Het seizoen 1963/1964 was het 10e jaar in het bestaan van de Utrechtse betaaldvoetbalclub DOS. De club kwam uit in de Eredivisie en eindigde daarin op de negende plaats. Tevens deed de club mee aan het toernooi om de KNVB Beker, hierin werd in de eerste ronde verloren van Zwartemeer (1–2).

## Wedstrijdstatistieken

### Eredivisie
|       | ADO   | Ajax  | Blauw-Wit | DWS   | Sportclub Enschede | Feijenoord | Fortuna '54 | Go Ahead | GVAV  | Heracles | MVV   | NAC   | PSV   | Sparta | Volendam |
| ----- | ----- | ----- | --------- | ----- | ------------------ | ---------- | ----------- | -------- | ----- | -------- | ----- | ----- | ----- | ------ | -------- |
| Thuis | 4 – 0 | 3 – 1 | 4 – 2     | 0 – 2 | 1 – 1              | 1 – 2      | 2 – 1       | 2 – 4    | 2 – 1 | 5 – 2    | 1 – 1 | 2 – 0 | 2 – 3 | 2 – 0  | 2 – 0    |
| Uit   | 4 – 2 | 6 – 1 | 3 – 1     | 3 – 1 | 1 – 1              | 4 – 2      | 4 – 0       | 0 – 2    | 3 – 0 | 0 – 2    | 2 – 1 | 0 – 0 | 1 – 1 | 1 – 3  | 2 – 2    |

### KNVB Beker
| 1e ronde                                               | Zwartemeer             | 2 – 1 (2 – 0) | DOS             |
| 29 september 1963 Plaats: Klazienaveen Mr. Ovingstraat | Tonny Roosken 26', 30' |               | 80' Hans Sleven |

### Jaarbeursstedenbeker
| 1e ronde                                       | DOS                                              | 1 – 4 (0 – 2)    | Sheffield Wednesday FC                                                       |
| 25 september 1963 Plaats: Utrecht Galgenwaard  | Jacques Westphaal 65'                            | Wedstrijdverslag | 5' Edwin Holliday 20' David Layne 49' John Quinn 64' (e.d.) Humphrey Mijnals |
| 1e ronde                                       | Sheffield Wednesday FC                           | 4 – 1 (2 – 0)    | DOS                                                                          |
| 15 oktober 1963 Plaats: Sheffield Hillsborough | David Layne 5', 52', 70' (pen.) Colin Dobson 14' | Wedstrijdverslag | 87' Ries van den Bogert                                                      |

## Statistieken DOS 1963/1964

### Eindstand DOS in de Nederlandse Eredivisie 1963 / 1964
| Stand | Gespeeld | Gewonnen | Gelijk | Verloren | Punten | Doelpunten voor | Doelpunten tegen |
| ----- | -------- | -------- | ------ | -------- | ------ | --------------- | ---------------- |
| 9e    | 30       | 12       | 6      | 12       | 30     | 52              | 54               |

### Topscorers
| #      | Naam                 | Goal |
| ------ | -------------------- | ---- |
| 1.     | Tonny van der Linden | 24   |
| 2.     | Hans Sleven          | 11   |
| 3.     | Michel Kruin         | 4    |
| 3.     | Gerard Weber         | 4    |
| 5.     | Wim Visser           | 3    |
| 6.     | Cor de Meulemeester  | 2    |
| 7.     | Ries van den Bogert  | 1    |
| 7.     | Humphrey Mijnals     | 1    |
| 7.     | Martin Okhuijsen     | 1    |
| 7.     | Nico van Zoghel      | 1    |
| Totaal | Totaal               | 52   |

| #      | Naam        | Goal |
| ------ | ----------- | ---- |
| 1.     | Hans Sleven | 1    |
| Totaal | Totaal      | 1    |

| #      | Naam                | Goal |
| ------ | ------------------- | ---- |
| 1.     | Ries van den Bogert | 1    |
| 1.     | Jacques Westphaal   | 1    |
| Totaal | Totaal              | 2    |

## Voetnoten
ADO ·
Ajax ·
Blauw-Wit ·
DOS ·
DWS ·
Sportclub Enschede ·
Feijenoord ·
Fortuna '54 ·
Go Ahead ·
GVAV ·
Heracles ·
MVV ·
NAC ·
PSV ·
Sparta ·
Volendam